# Village martyr d'Oradour-sur-Glane
Ne doit pas être confondu avec le bourg reconstruit d'Oradour-sur-Glane.
Le village martyr d'Oradour-sur-Glane est un village en ruine situé en France dans le département de la Haute-Vienne, en région Nouvelle-Aquitaine. Il s'agit de l'ancien bourg chef-lieu de la commune d'Oradour-sur-Glane laissé en l'état après que la localité a été encerclée, ses habitants exécutés et ses bâtiments incendiés le 10 juin 1944, au cours du massacre d'Oradour-sur-Glane, commis par la 2e division SS Das Reich. 
Le classement au titre de monument historique du 10 mai 1946 concerne également l'ancienne église Saint-Martin, lieu où une partie des massacres se sont déroulés. 
Le village est un lieu emblématique du tourisme mémoriel, l'accès se fait par le Centre de la mémoire d'Oradour-sur-Glane.

## Histoire

### Contexte
Le bourg d'Oradour-sur-Glane constitue le chef-lieu de la commune du même nom. Avant la guerre, et encore au début du XXIe siècle, la morphologie urbaine de cette dernière est typique du Limousin, avec une population répartie entre un bourg et de nombreux « villages », aujourd'hui couramment appelés « hameaux », bien que ce terme soit traditionnellement impropre dans la région,,. C'est donc bien le bourg d'Oradour qui est détruit lors du massacre de 1944.
Ainsi, au recensement de 1936, la commune d'Oradour compte 1 574 habitants, dont seuls 330 habitent le bourg. Plusieurs villages de la commune concentrent alors une population de plusieurs dizaines de personnes, comme Les Bordes (191 recensés), Le Repaire (105 recensés) ou La Fauvette (89 recensés).
Le bourg présente une morphologie caractéristique de la région, comprenant une rue principale et quelques rues adjacentes. La commune compte un monument historique, la lanterne des morts du XIIe siècle, inscrite par arrêté du 6 février 1926 et située dans le cimetière. Commune agricole, Oradour dispose également de nombreux commerces et services, comprenant des hôtels-restaurants. Les rives de la Glane sont fréquentées par les pêcheurs.

### La destruction du bourg
Oradour-sur-Glane reste à l'écart des combats de la Seconde Guerre mondiale. Mais le dimanche 10 juin 1944, une unité de la Waffen-SS, la 2e division blindée « Das Reich », encercle le bourg, rassemble ses habitants sur le champ de Foire avant de les répartir dans les granges et l'église, et d'exécuter 643 d'entre-eux. L'ensemble du bourg est ensuite incendié. Le lendemain, des Nazis reviennent dans le village pour poursuivre le travail de destruction des lieux et des corps.
La présence de nombreux réfugiés de guerre (Espagnols ayant fui le franquisme, évacués d'Alsace et expulsés de Moselle, Juifs français et étrangers) et le dynamisme agricole de la bourgade, où la population urbaine vient trouver du ravitaillement, expliquent en partie le nombre de victimes, supérieur à la population officielle du bourg,.
Une statistique détaillée produite après le massacre fait état de 328 constructions détruites, dont :
- 123 maisons d'habitations
- 58 hangars
- 40 granges
- 35 remises
- 26 ateliers
- 22 magasins
- 19 garages particuliers
- 4 écoles
- une gare

Dans le bourg, seules deux habitations sont épargnées ; l'une sur la route des Fauvettes vers le nord, l'autre sur la route des Bordes, à l'est.
En grand nombre, des habitants des hameaux sont raflés et tués au sein du bourg (on y trouve de nombreux enfants, de fait présents dans leur école), sans que ces hameaux soient nécessairement détruits : c'est le cas de Bellevue, situé à environ 1 km au sud d'Oradour. Mais certaines habitations proches du bourg subissent l'incendie ; c'est le cas du Puy Gaillard et du Chalet Saint-Vincent en rive gauche de la Glane, à moins de 300 mètres de l'entrée sud d'Oradour, ou de la ferme du Masset, à 600 mètres à l'est du bourg. Les bâtiments en question, contrairement à ceux du bourg, ont ensuite été reconstruits et réinvestis par des occupants.

## Plan du village martyr

### Galerie

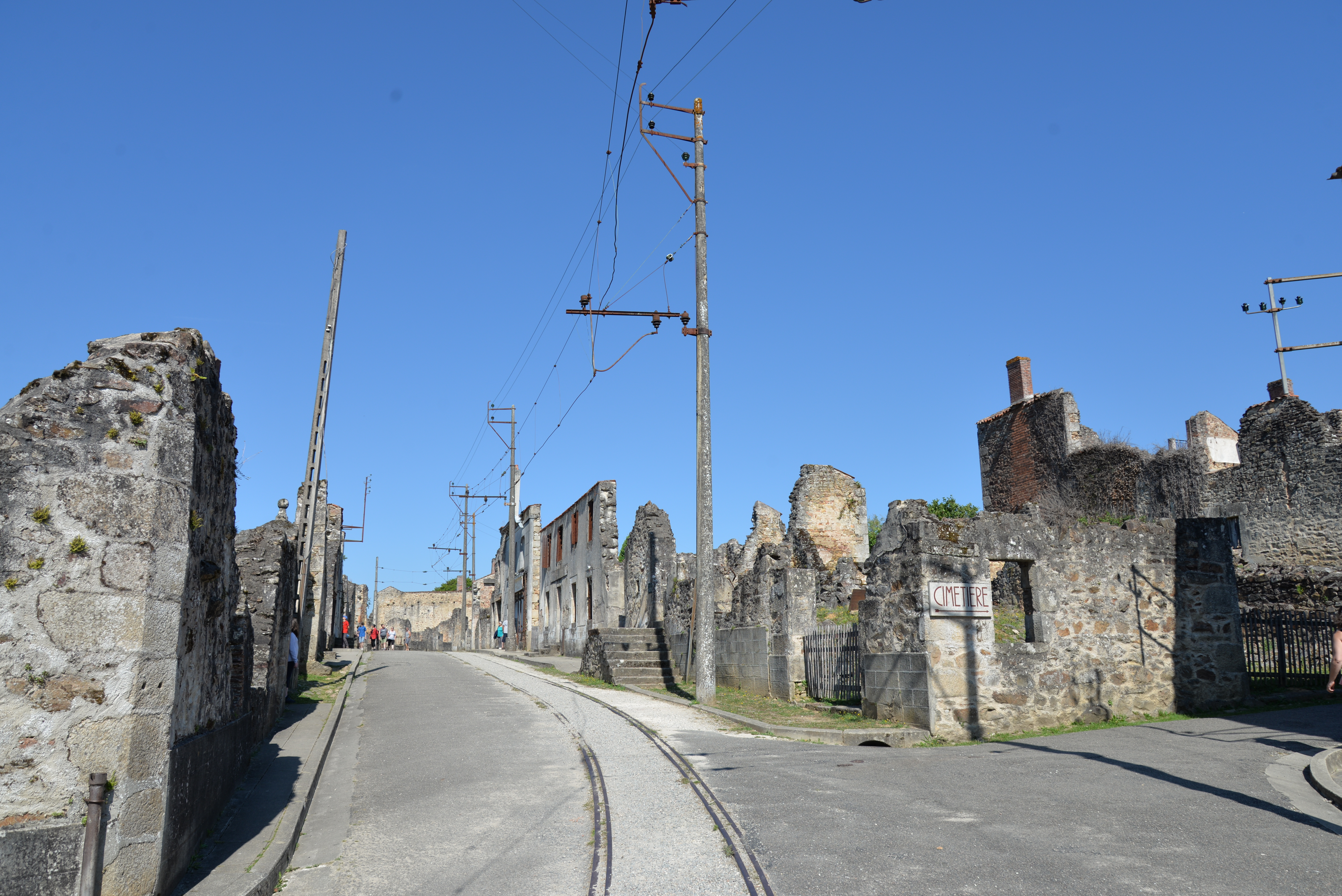
La rue principale.
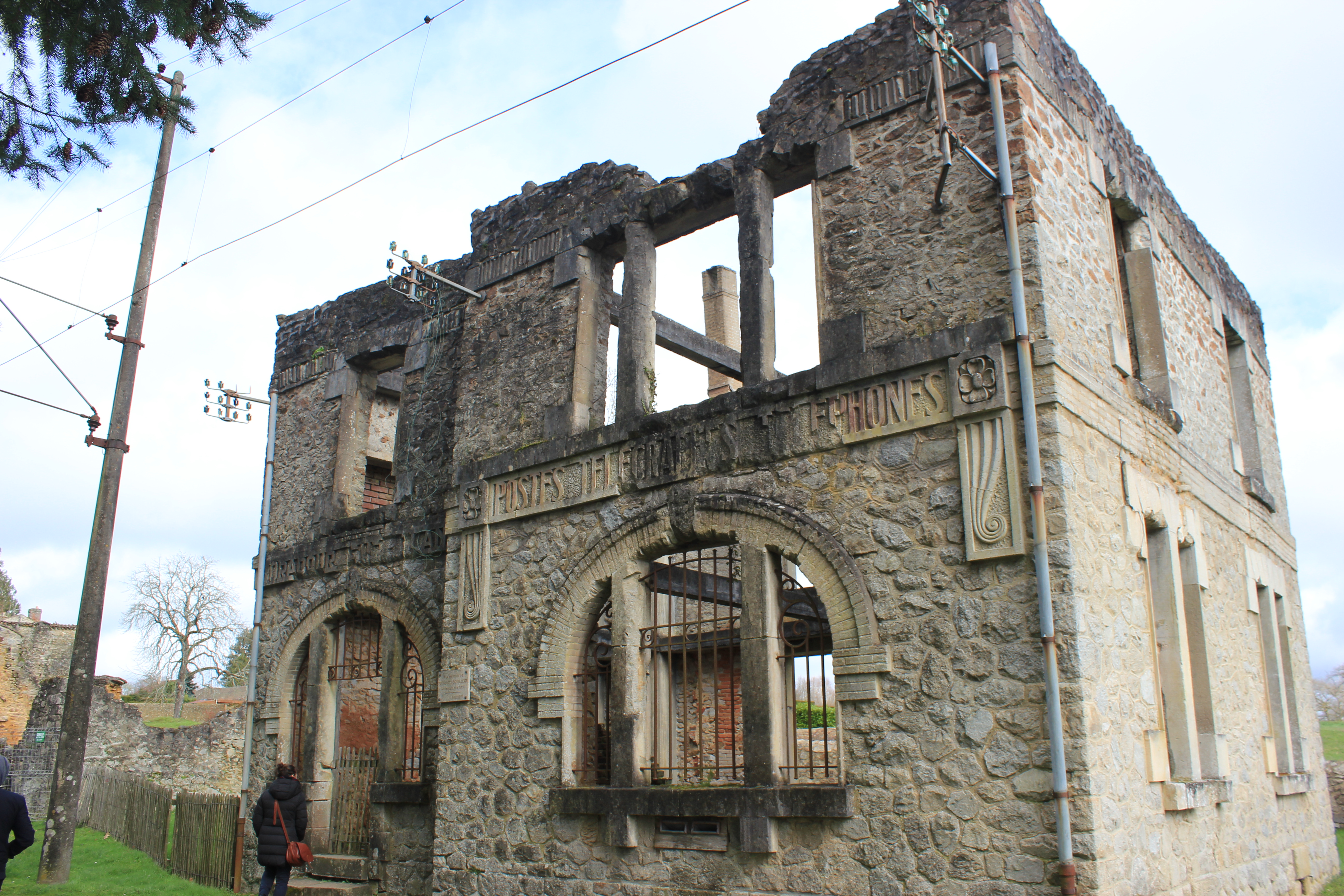
Le bureau de poste.
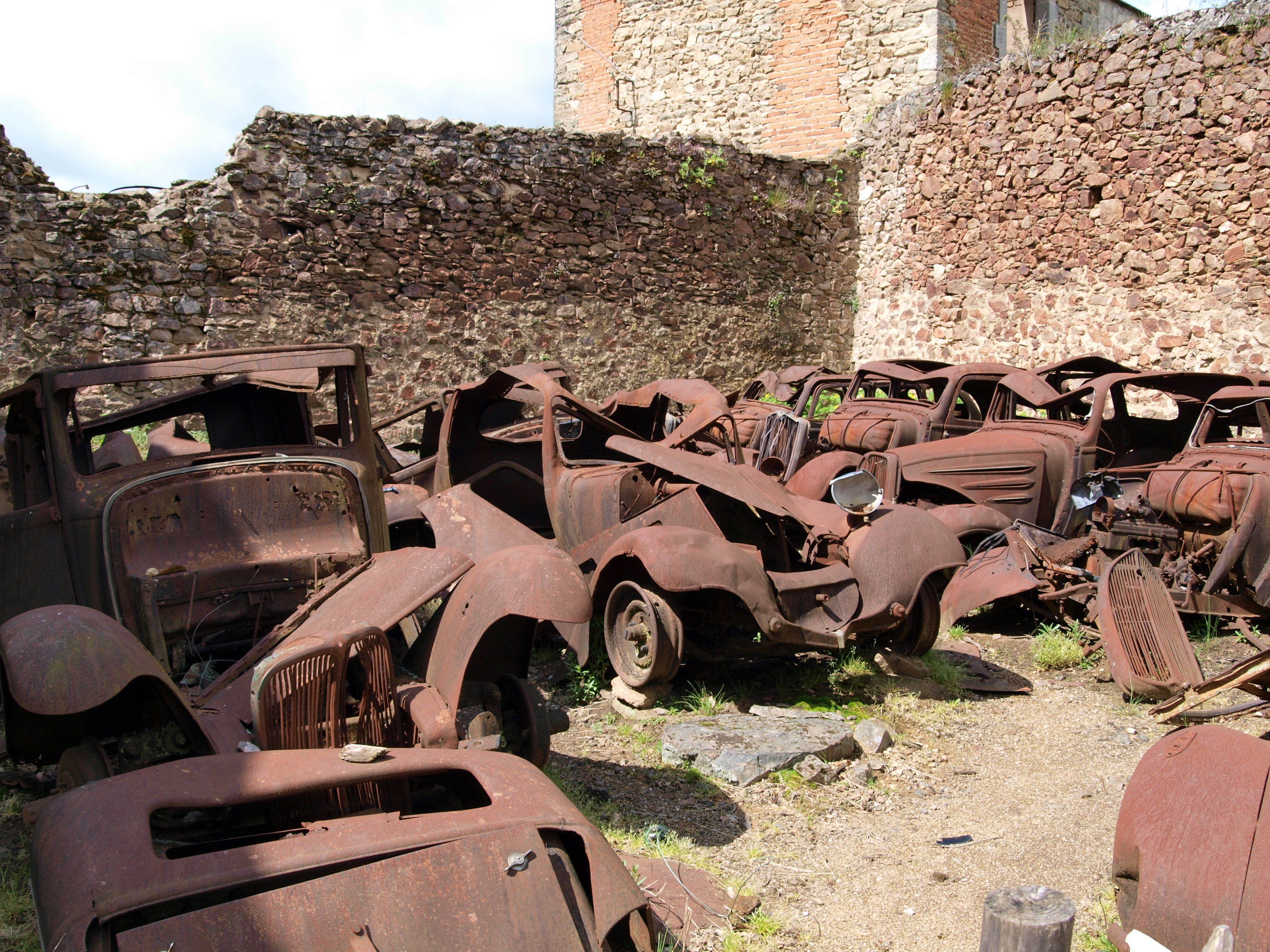
Ancien garage.
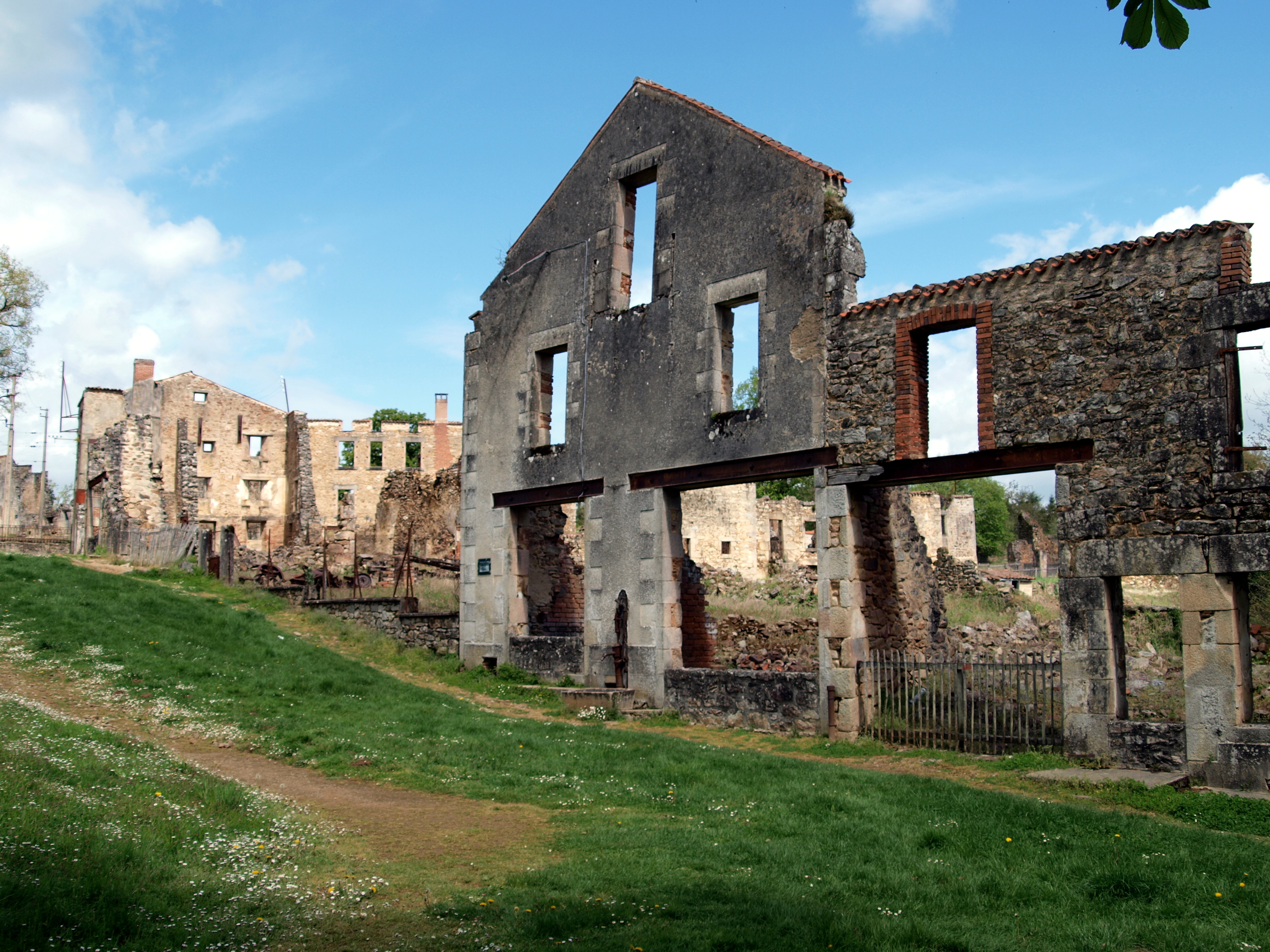
Façades, au bas du village.
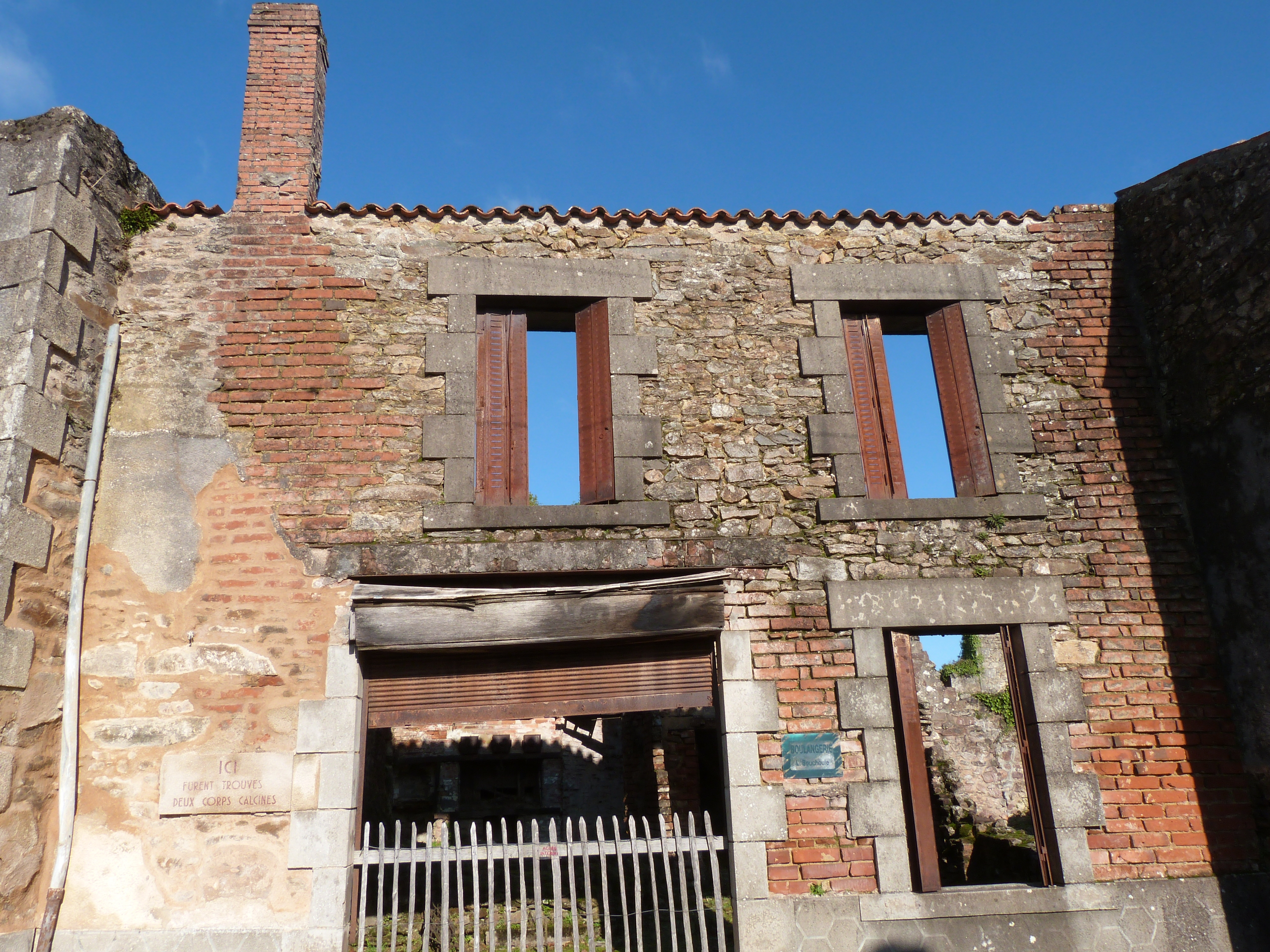
Ancien commerce.
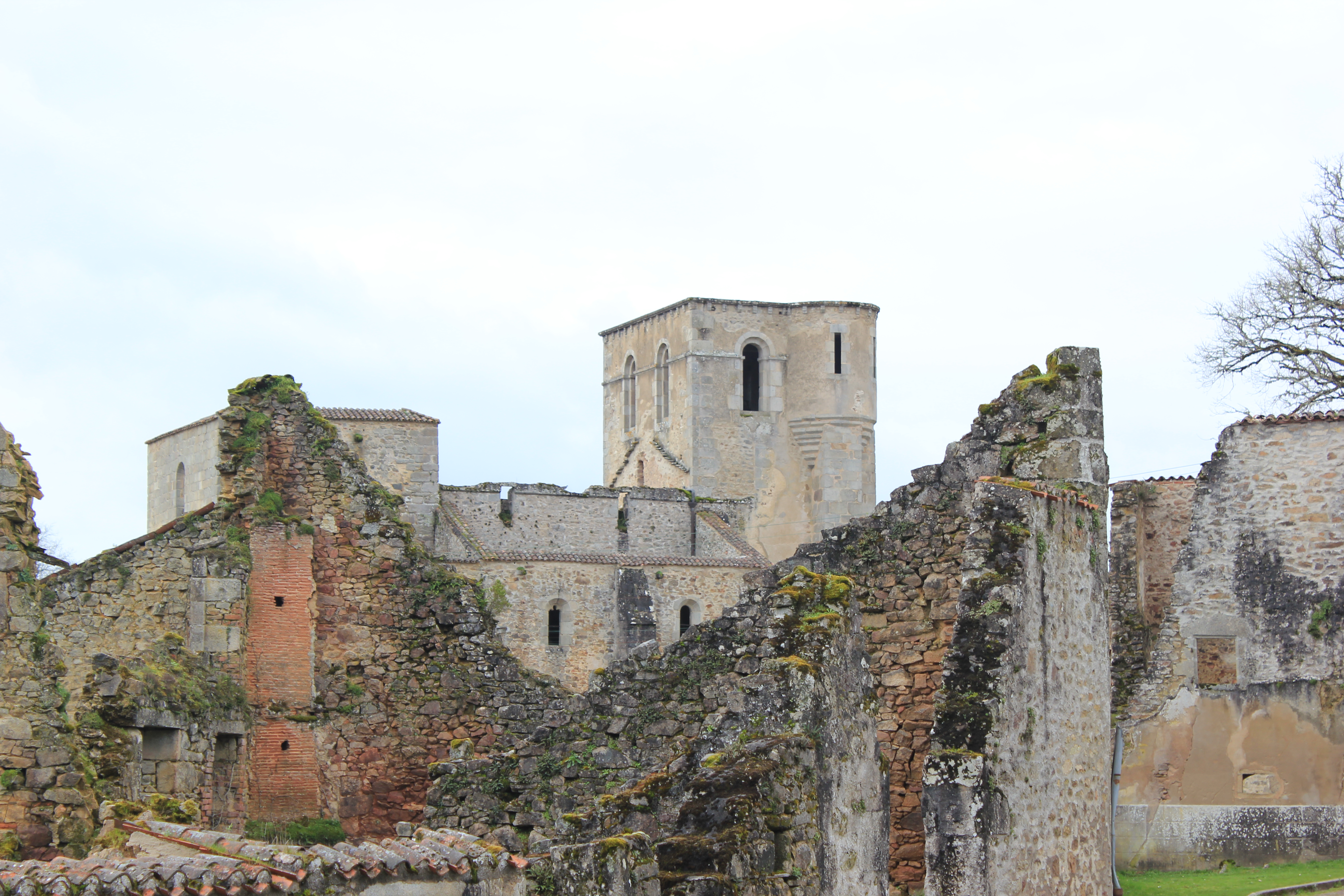
L'église.
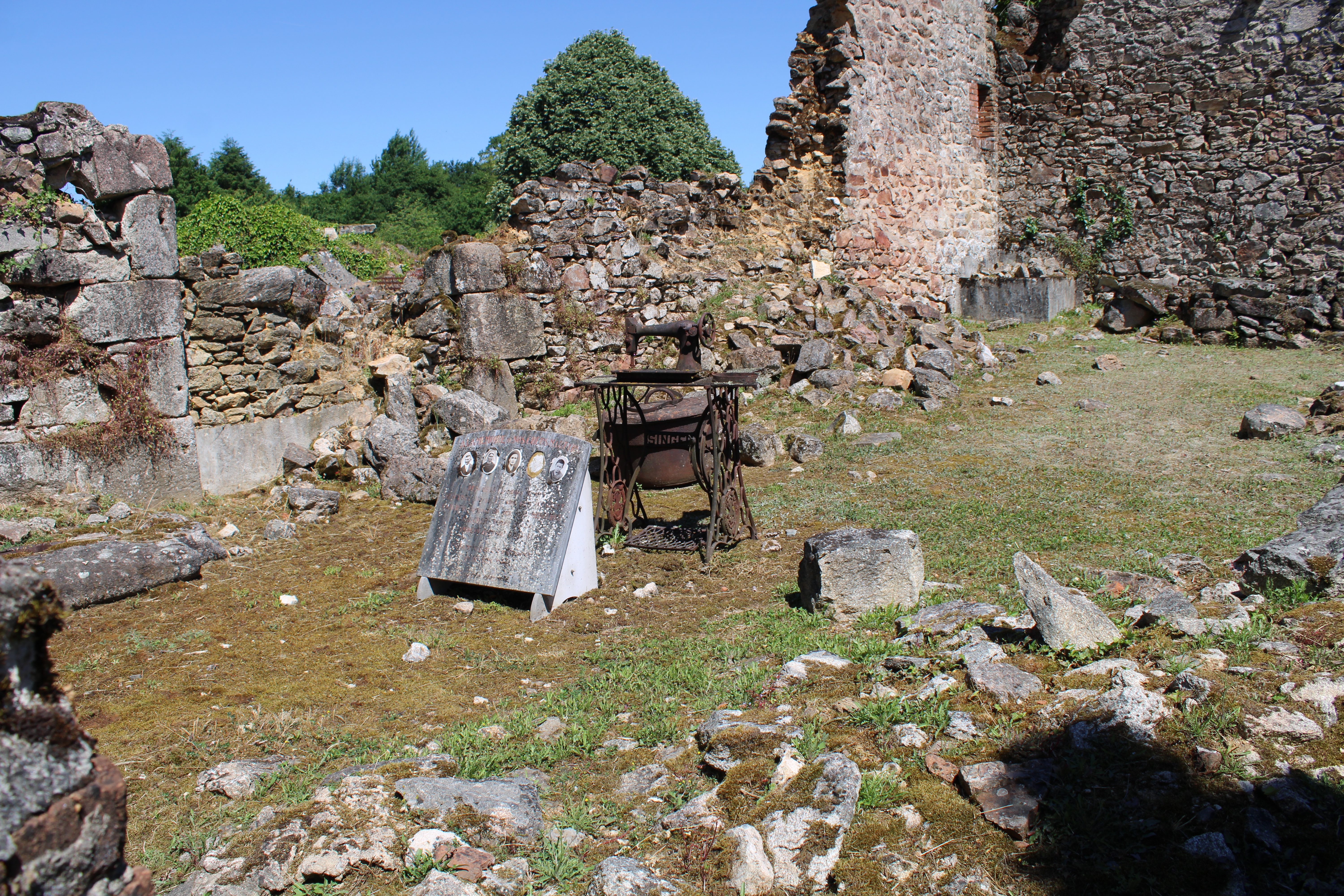
Vestiges.
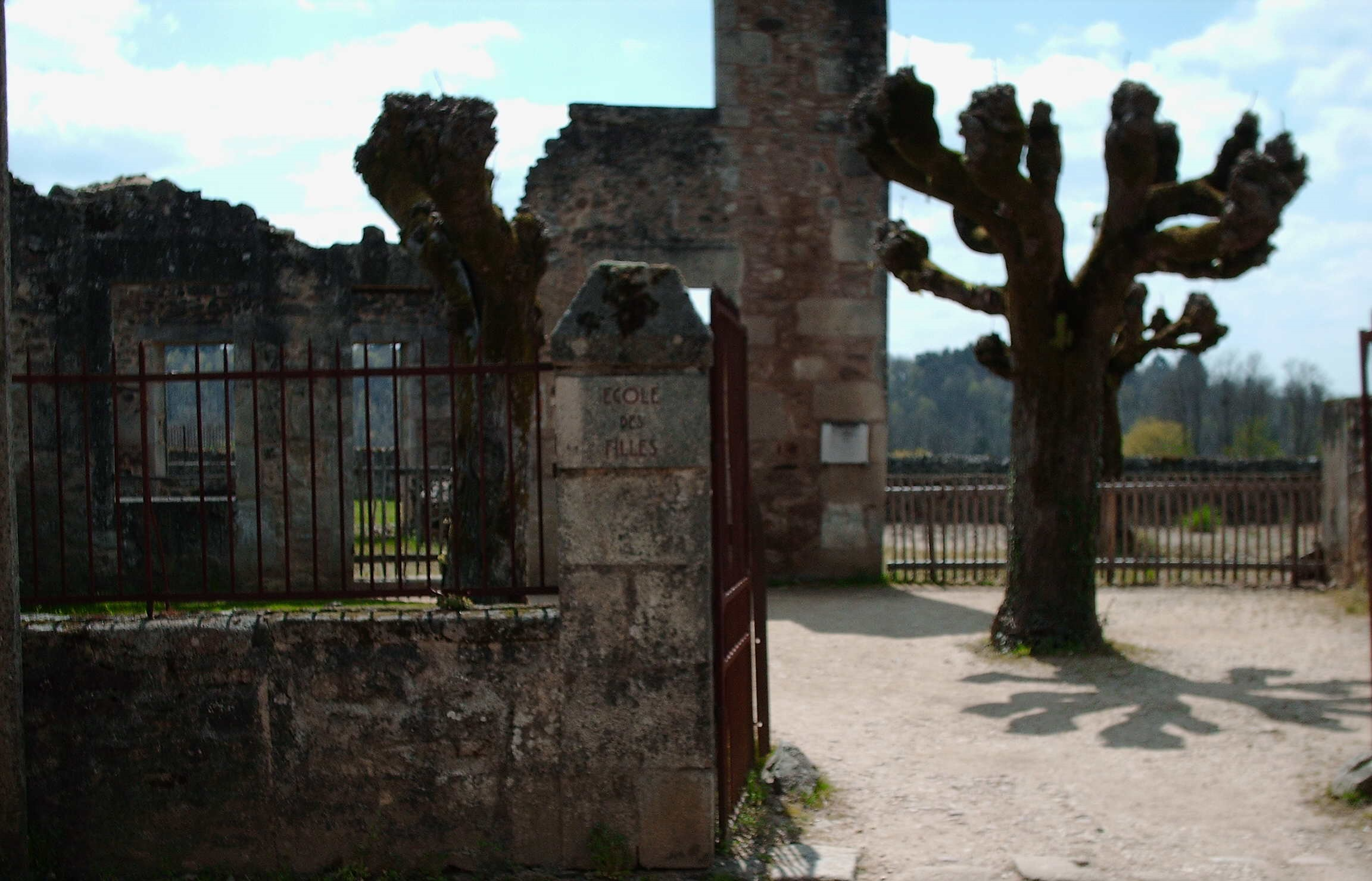
L'école des filles.

## Après le massacre

### Les opérations de secours et de déblaiement
Les jours qui suivent le 10 juin sont marqués par les premières opérations de « secours », de rassemblement et d'inhumation des corps des victimes. Celles-ci interviennent dès le lendemain dimanche après-midi, mais surtout à partir du mercredi 14 juin. Prioritairement, on[Qui ?] procède au déblaiement des bâtiments où la présence de restes humains est la plus probable.

### La décision de la conservation
Dès le mois de juillet, alors que la région est encore officiellement sous l'autorité de l'État français vichyste, qui condamne le massacre par la voix du préfet Marc Freund-Valade, les responsables religieux et politiques locaux envisagent la reconstruction du village sur un nouveau site. Ces premiers gestes suscitent des réactions contrastées parmi les mouvements résistants. La fragilité des ruines et la persistance de restes humains, même après les opérations de « secours », rendent de toute façon difficile une reconstruction in situ.
Après la Libération de Limoges, effective à la fin du mois d'août 1944, les autorités préfectorales provisoires décident de nommer un conservateur bénévole, Pierre Masfrand, érudit local. Ce choix est validé par arrêté du nouveau préfet Jean Chaintron, le 21 septembre 1944. Le comité départemental de libération, dirigé par le pasteur Albert Chaudier, soutient la conservation des ruines.
En octobre, un Comité officiel du souvenir est mis en place et placé sous la responsabilité du ministère de l'Intérieur et du Commissaire de la République. Cette instance formule des souhaits tant sur la préservation des ruines que sur la forme du bourg à reconstruire. Ses travaux sont marqués par l'affrontement qui se confirme entre socialistes et communistes issus de la Résistance, qui parallèlement cherchent à contrôler les instances politiques du département. 
En parallèle, à Oradour, un Comité du souvenir, où siègent essentiellement des élus locaux et familles de victimes, se constitue pour soutenir la création d'un ossuaire, organiser des cérémonies et conserver la mémoire du massacre. Il est remplacé en 1945 par l'Association nationale des familles de martyrs (ANFM).
Le statut particulier des ruines d'Oradour est proclamé par le Gouvernement provisoire de la République française dès le 28 novembre 1944. Le village martyr bénéficie dès lors d'une inscription à l'inventaire des sites au titre de la loi du 2 mai 1930, mais cette décision ne fait pas obligation de conservation des bâtiments. 
Le 27 mars 1945, trois semaines après que le général de Gaulle a visité les ruines d'Oradour, l'architecte et inspecteur général des Monuments historiques Pierre Paquet présente un rapport par lequel il recommande de classer le village martyr d'Oradour et d'en faire une « nécropole » entourée d'un mur d'enceinte. Nommé à ce poste en début d'année, et probablement déjà pressenti à cette fonction par le préfet sous Vichy au début de l'été 1944, Pierre Paquet propose aussi d'édifier une chapelle souterraine pour accueillir les corps des victimes, de dévier la route principale et d'établir le nouveau bourg à distance.
Le 10 mai 1946, une loi est votée, sans débats, ce qui est exceptionnel. En plus de fixer le cadre de la reconstruction du bourg, par son article 1er elle acte le transfert des terrains et ruines à l'État et permet le classement de l'ensemble au titre des Monuments historiques. Par sa forme, cette procédure de classement est inédite car résultant d'une décision législative et non administrative et par la nature traumatique des lieux qu'elle qualifie, sans référence comparable. Elle suscite les réticences de certaines administrations centrales, qui pointent le coût important d'une telle mesure dans un contexte de reconstruction nationale.

### La création d'un sanctuaire
La préservation des vestiges, et même leur « pétrification », répond à une demande politique ; elle doit attester la réalité du massacre à ceux qui ne l'ont pas vécu, et permettre l'expérience de l'émotion que les autorités de l'époque jugent nécessaire chez chaque visiteur. À Oradour, c'est une « tonalité souffrante » qui s'impose dans la lecture du drame et qui préside à la patrimonialisation des vestiges jusqu'à ce que la création du Centre de la mémoire en 1999 n'y associe plus franchement la lecture politique.
Le souhait des instances de sanctuariser un lieu associé à la mort plaide aussi en faveur de la reconstruction du bourg sur un autre site. Le classement aux Monuments historiques doit aussi contribuer à éloigner les activités commerciales jugées peu conformes au caractère sacré conféré au site. 
Dans les premiers mois qui suivent le 10 juin 1944, le conservateur Pierre Masfrand plaide en faveur de dispositifs visant à suggérer au mieux l'ampleur de l'horreur : scènes reconstituées de certains intérieurs de maisons à l'aide d'objets restitués par la police, préservation des impacts de balle et traces de sang, entretien d'une flamme et d'une fumée chaque semaine dans le clocher de l'église…
Oradour-sur-Glane constitue l'un des quatre villages détruits durant la Seconde Guerre mondiale à avoir été intégralement conservé, avec Lidice (Tchéquie), San Pietro Infine (Italie) et Lipa (en) (Croatie). La patrimonialisation du village martyr dès la fin de la guerre constitue un cas inédit en France, alors que ce processus s'enclenche plus généralement à partir des années 1970 dans les autres cas. La sanctuarisation du village, et son abandon par les habitants, correspond au cas le plus radical, dans la typologie des stratégies de gestion d'un lieu de catastrophe proposée par Gaëlle Clavandier.

### L'entretien du site
La question de la pérennité des ruines est posée dès la décision de la conservation.

« Disons tout de suite qu'abandonnées à elles-mêmes, [les ruines] nous apparaissent loin de pouvoir défier les rigueurs des intempéries. Il s'agit en effet, de murs minces, construits parfois à l'aide de matériaux légers où la brique entre pour une grande part. Il va de soi que si on n'intervient pas par des mesures appropriées énergiques, elles vont être à la merci des tempêtes qui auront vite fait de les ramener au niveau du sol. »

— Pierre Masfrand, lettre au Préfet de la Haute-Vienne, 10 octobre 1944.
Dans les premiers mois suivant le drame, les ruines bougent beaucoup : des effondrements ont lieu, des éléments sont prélevés par les visiteurs et les ayants-droit, lesquels continuent d'exploiter des jardins, en dépit du fait que l'État est désormais propriétaire des terrains,. Dès l'hiver 1944-1945, des travaux de consolidation sont menés, prioritairement sur l'église, dont on envisage puis abandonne la couverture. Ailleurs, certains murs sont abaissés et épaulés de contreforts, d'autres supprimés, des linteaux de bois sont remplacés par du ciment. 
Pour l'essentiel, les préconisations de Pierre Masfrand sont abandonnées par Pierre Paquet, au nom de la « dignité » du lieu. Cet affrontement de vues s'inscrit aussi dans la dégradation des relations entre les locaux et l'État, marquée par l'amnistie des Malgré-nous initialement condamnés lors du procès de Bordeaux en 1953.
En 1961, l'architecte Jean-Pierre Paquet, fils de Pierre Paquet, présente un nouveau rapport qui interroge la qualité des consolidations, questionne la capacité de financement des travaux et prône l'abandon progressif de certains vestiges. À partir des années 1970, les éboulements se multiplient et les interventions deviennent plus fréquentes, plus massives et plus coûteuses. En 1972, le conservateur des Bâtiments de France s'inquiète de travaux devenus trop visibles.
Avec les années et la dégradation des vestiges, une conciliation entre conservation, sécurisation et travail d'information auprès des visiteurs est nécessaire. L'authenticité des ruines est altérée : certains murs sont démontés puis reconstruits avant tout affaissement et des ouvertures sont condamnées pour éviter les circulations au sein des édifices. Avec le temps, cette artificialité croissante de l'état des vestiges fait que la ruine « est de moins en moins un indice, de plus en plus un symbole ».
Dans les années 1980, une nouvelle politique de conservation menée par l'architecte Gabor Mester de Parajd s'incarne dans la priorité donnée à la sécurisation des façades de la rue principale. On remplace aussi les isolateurs en porcelaine des caténaires du tramway. Certains immeubles situés à l'écart du parcours de visite sont volontairement abandonnés. Dans les années 1990, le conservateur suivant, Jean-Jacques Sill, propose un temps d'intervenir sur les espaces délaissés, avant de consentir à l'accompagnement de « l'inéluctable mort du site ».

### Aménagements postérieurs au massacre
Différents aménagements sont réalisés dans l'emprise de l'ancien village ou à proximité immédiate. Certains sont directement liés à la commémoration du souvenir, d'autres ont une fonction pratique ou touristique.

#### Le mur d'enceinte (1947)

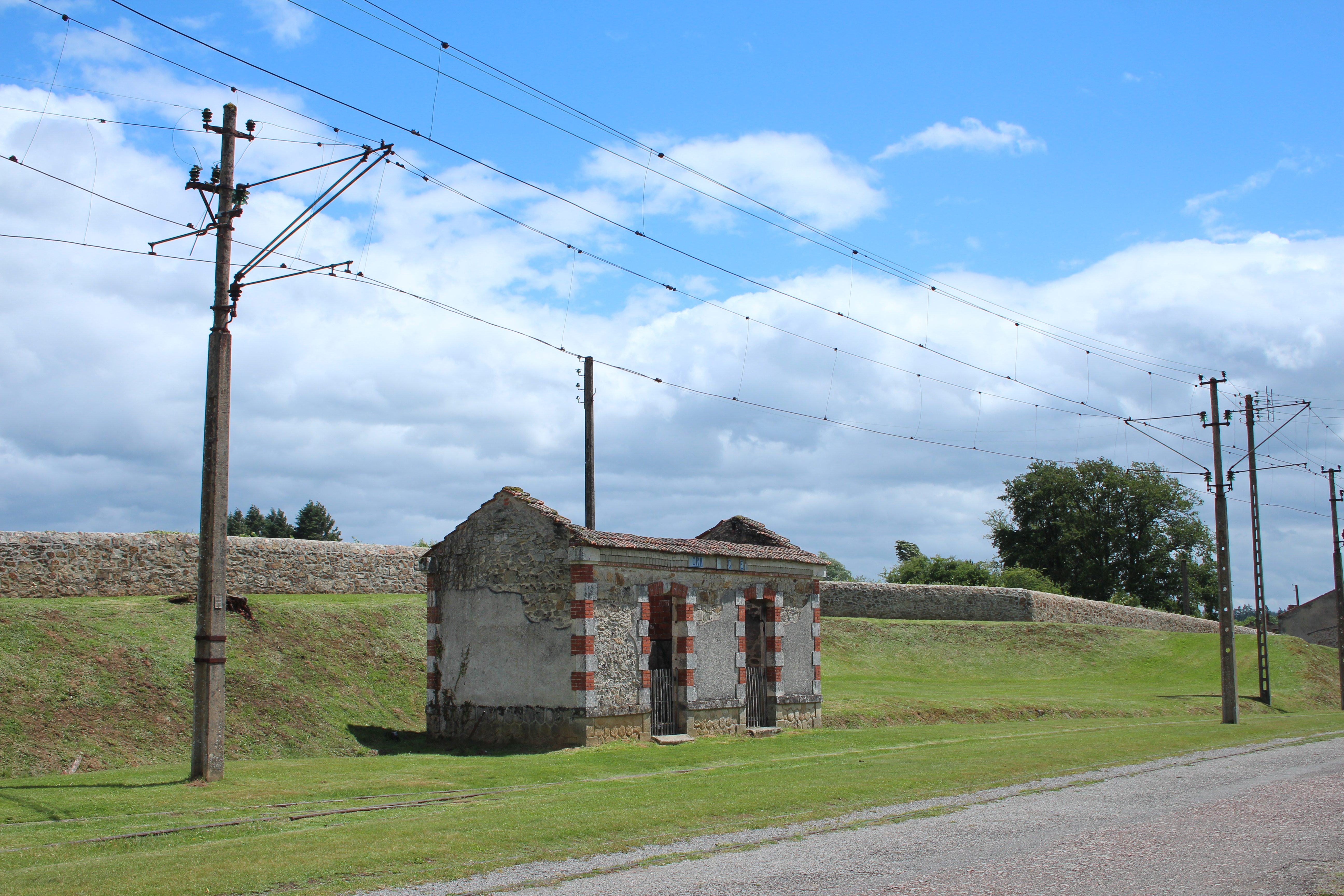
En arrière-plan, vue partielle du mur d'enceinte édifié en 1947.

Le mur qui ceinture l'ensemble du village est achevé en 1947. Jean-Jacques Fouché estime que la création de ce mur, à partir de pierres récupérées sur les lieux, contribue à l'aura des ruines et à la fonction symbolique des vestiges, en dépit de leur dégradation. 

#### Le premier musée (1950)
En 1950, un « musée du souvenir » est aménagé dans une des rares bâtisses épargnées, près de l'église. Des objets y sont exposés comme des reliques, et y restent jusqu'en 1974, date de leur transfert dans le martyrium,. 

#### La crypte (1947-1953)
À la demande de l'ANFM, une crypte (ou martyrium), destinée à l'accueil des cendres des victimes, est construite entre le cimetière et les ruines du village. Le classement du village aux Monuments historiques empêche en effet de créer un monument au sein même des ruines. En grande partie enterré, semblable à un tombeau, l'ensemble comprend un espace central entouré de quatre absidioles rectangulaires.
Les désaccords entre les autorités locales et nationales, vivement renforcés en 1953 par l'amnistie des « Malgré-nous » alsaciens impliqués dans le massacre, conduisent l'association nationale des familles de martyrs à refuser pendant plusieurs années la présence des représentants de l'État aux cérémonies commémoratives. De même, la crypte, édifiée par l'État, est volontairement délaissée jusqu'aux années 1970, date où on y déplace les objets retrouvés dans les décombres et exposés au « musée du souvenir ».

#### L'ossuaire

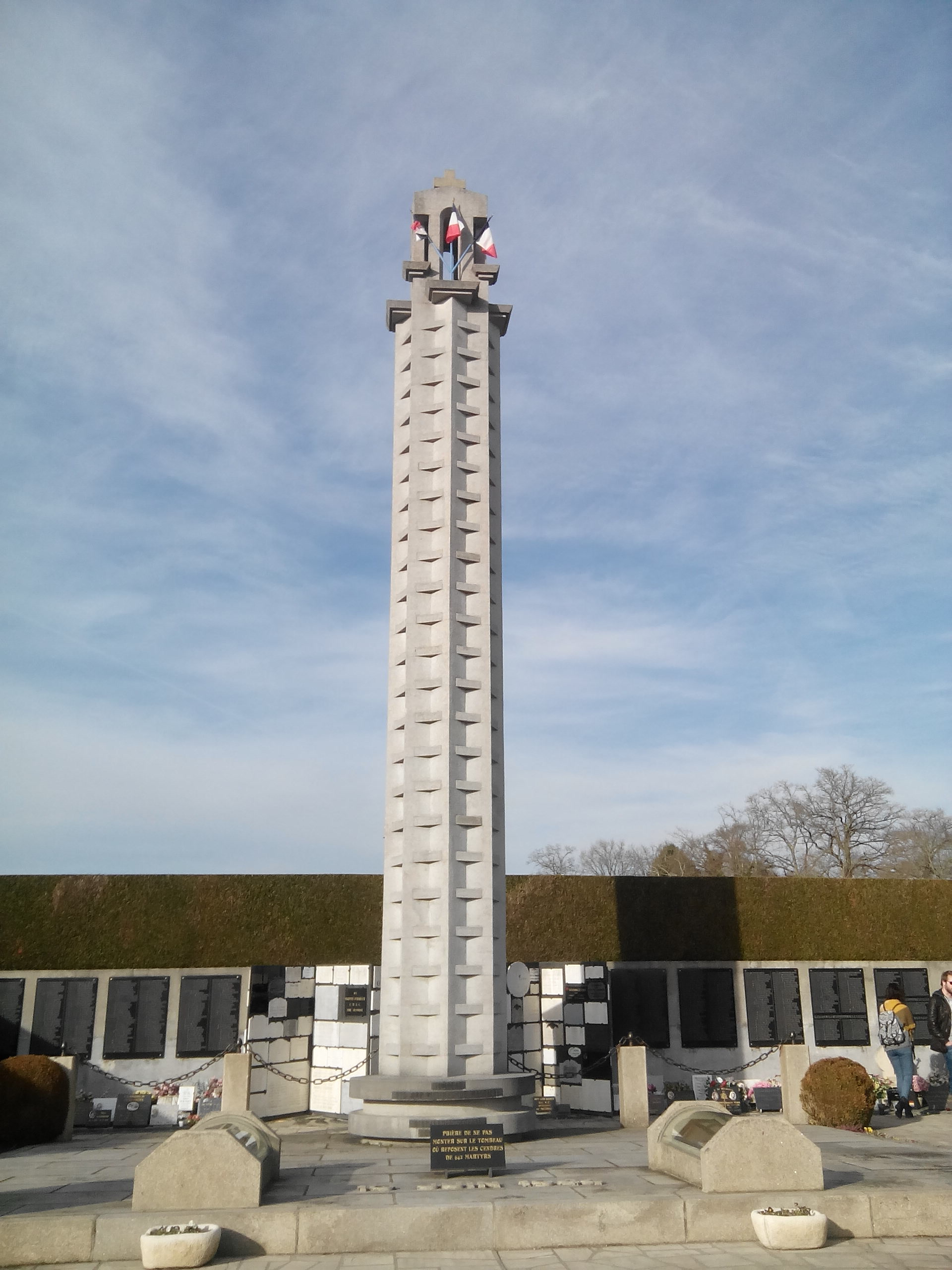
La colonne de l'ossuaire, dans le cimetière.

N'utilisant pas la crypte, les familles des martyrs décident en 1953 la construction du « tombeau des martyrs », un ossuaire situé dans l'enceinte du cimetière, propriété communale et non de l'État. Le projet est financé par des dons et une souscription, et réalisé par des entrepreneurs locaux. Il comprend une colonne qui rappelle la lanterne des morts du cimetière, surmontée d'une croix latine et entourée de très nombreux ex-votos, disposée sur une dalle. Tous ces paramètres en font un « négatif du martyrium », mais aussi un espace commémoratif chrétien, qui s'insurge contre la dimension « païenne » de la statue commémorative proposée par l'artiste espagnol Apel·les Fenosa pour le nouveau bourg, et qui est alors conspuée.

#### Divers
Les premières années, des arbres sont plantés et entretenus, mais ensuite retirés, car leur pousse fragilise les vestiges. L'entretien des pelouses est privilégié.
En 1974, sont installées des plaques commémoratives en granit, qui signalent les principaux lieux du drame. Ces plaques sont doublées de nouveaux écriteaux apposés en 1999, au moment de la création du Centre de la mémoire, tout près des ruines : indépendamment des lieux de souffrance, ils précisent la localisation des commerces et lieux publics, et renforcent la dimension « ethnographique » de la visite. 

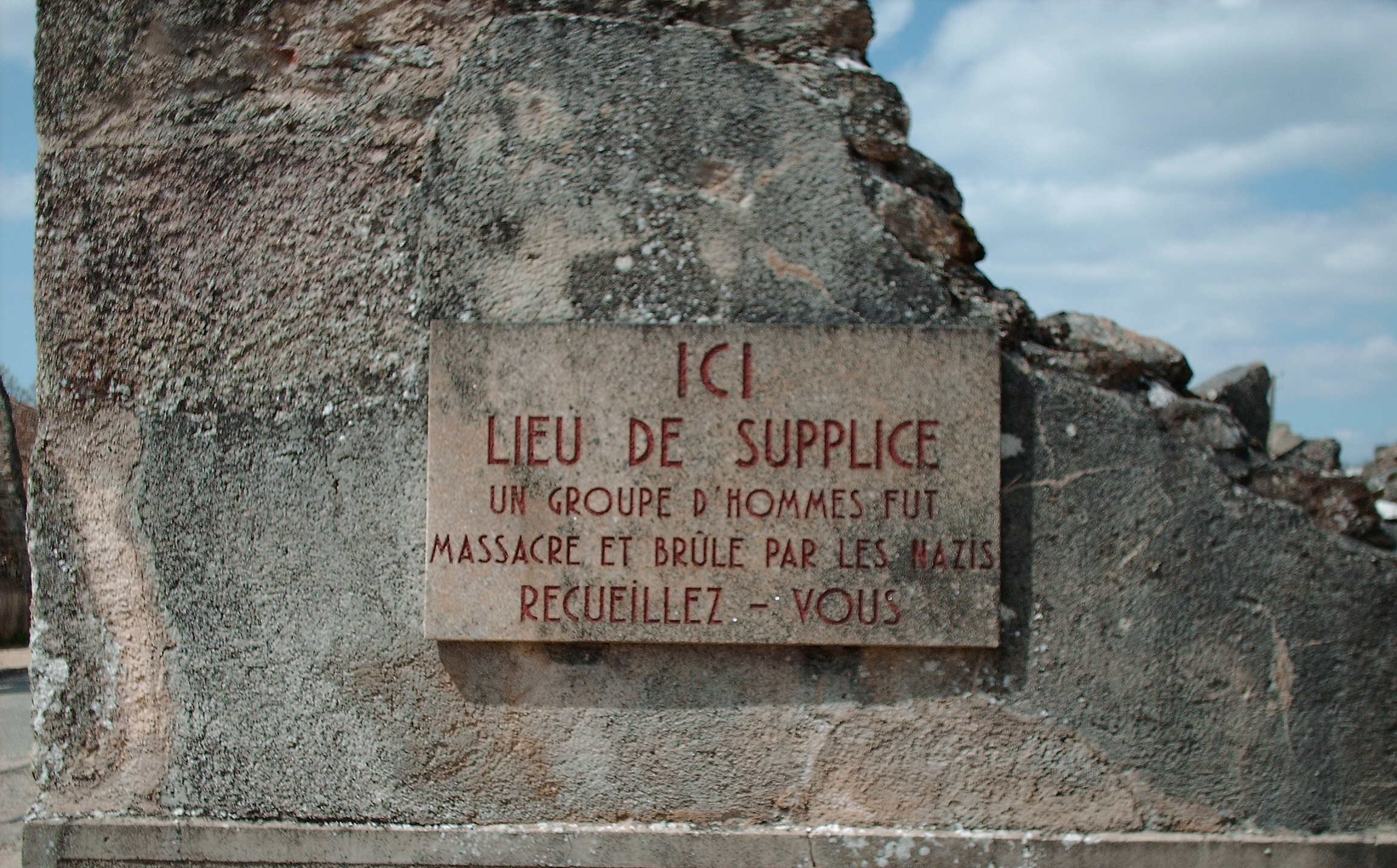
Exemple de plaque « mémorielle » de 1974.
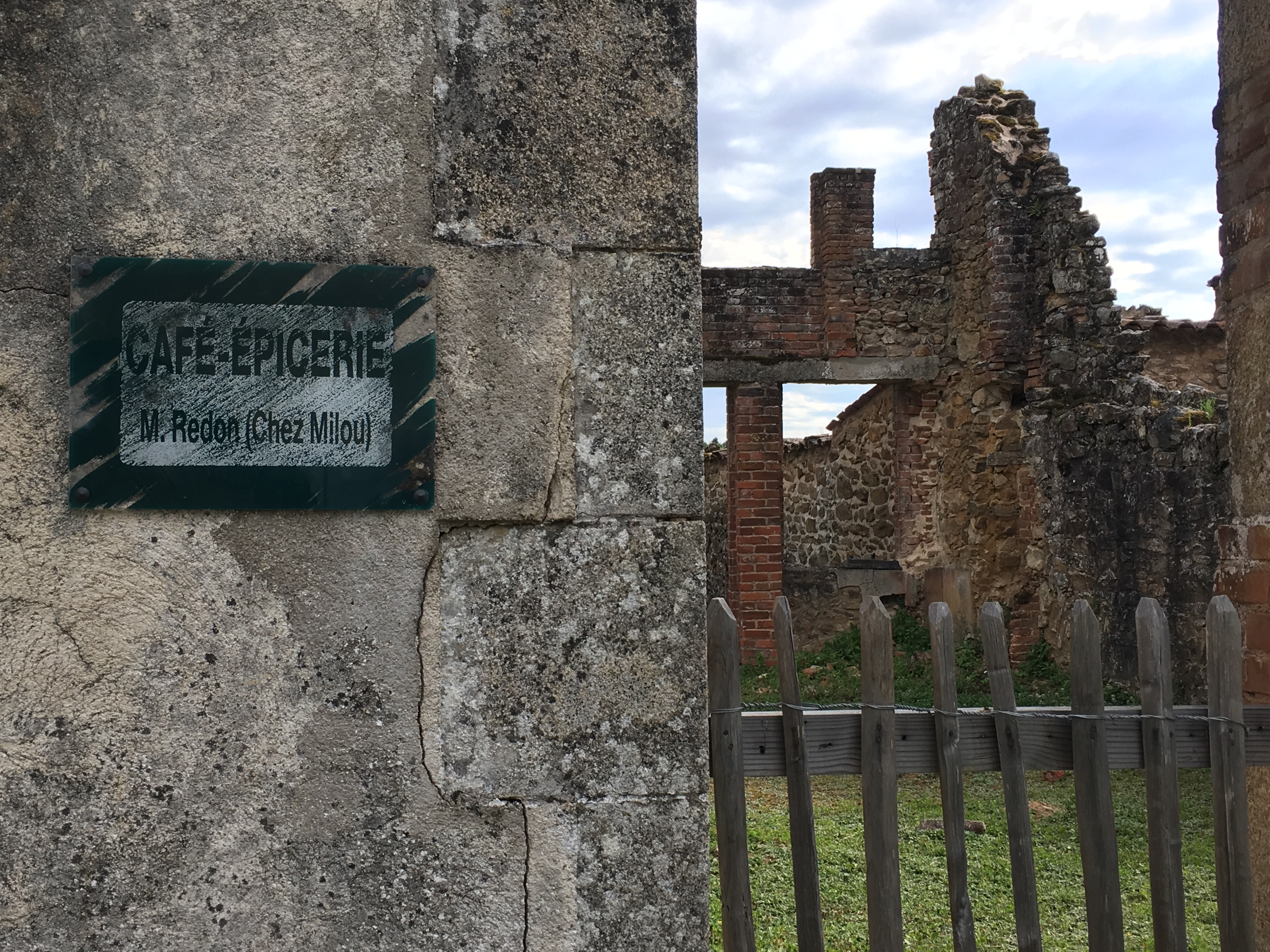
Exemple de plaque « ethnographique » de 1999.

### Le devenir des ruines en suspens
Au début du XXIe siècle, la question du devenir des ruines se pose encore plus franchement. 
Dans les années 2010, les débats se poursuivent, marqués par la persistance de l'affrontement entre tenants du maintien de la trame urbaine du bourg et donc de la conservation de l'intégralité des parcelles et tenants d'une ligne plus souple et passive, admettant l'abandon volontaire de l'arrière des parcelles. En 2013, le maire Raymond Frugier propose « d'accompagner l'effondrement » d'une partie des vestiges, tandis que François Hollande, président de la République, engage la « responsabilité de l’État [dans l'idée de] permettre cette préservation ». 
D'importantes campagnes de consolidation continuent d'être financées, à hauteur de plusieurs centaines de milliers d'euros. Un chantier de consolidation de l'église est engagé. Au printemps 2023, Benoît Sadry, président de l'association des familles de martyrs, Philippe Lacroix, maire d'Oradour, et Agathe Hébras, petite-fille du rescapé Robert Hébras, proposent le lancement d'une collecte nationale par la Fondation du patrimoine, à l'image de celle qui a bénéficié à la Cathédrale Notre-Dame de Paris à la suite de l'incendie de 2019. En juin, cette demande est satisfaite ; le Ministère de la Culture et la Fondation du Patrimoine lancent effectivement un appel national aux dons, avec pour objectif de recueillir deux millions d'euros,  consacrés à la consolidation des vestiges et la préservation des objets,. À la fin de l'année, un schéma directeur pour les quinze années à venir (2024-2039) est établi par l'architecte en chef des monuments historiques.
En 2024, d'importants dons sont effectués, le premier par une habitante de Strasbourg, restée anonyme, s'élevant à 500 000 euros ; le second, d'un million d'euros, provient de la fondation Dassault Histoire et Patrimoine.

## Valorisation patrimoniale et touristique

### Accès au village

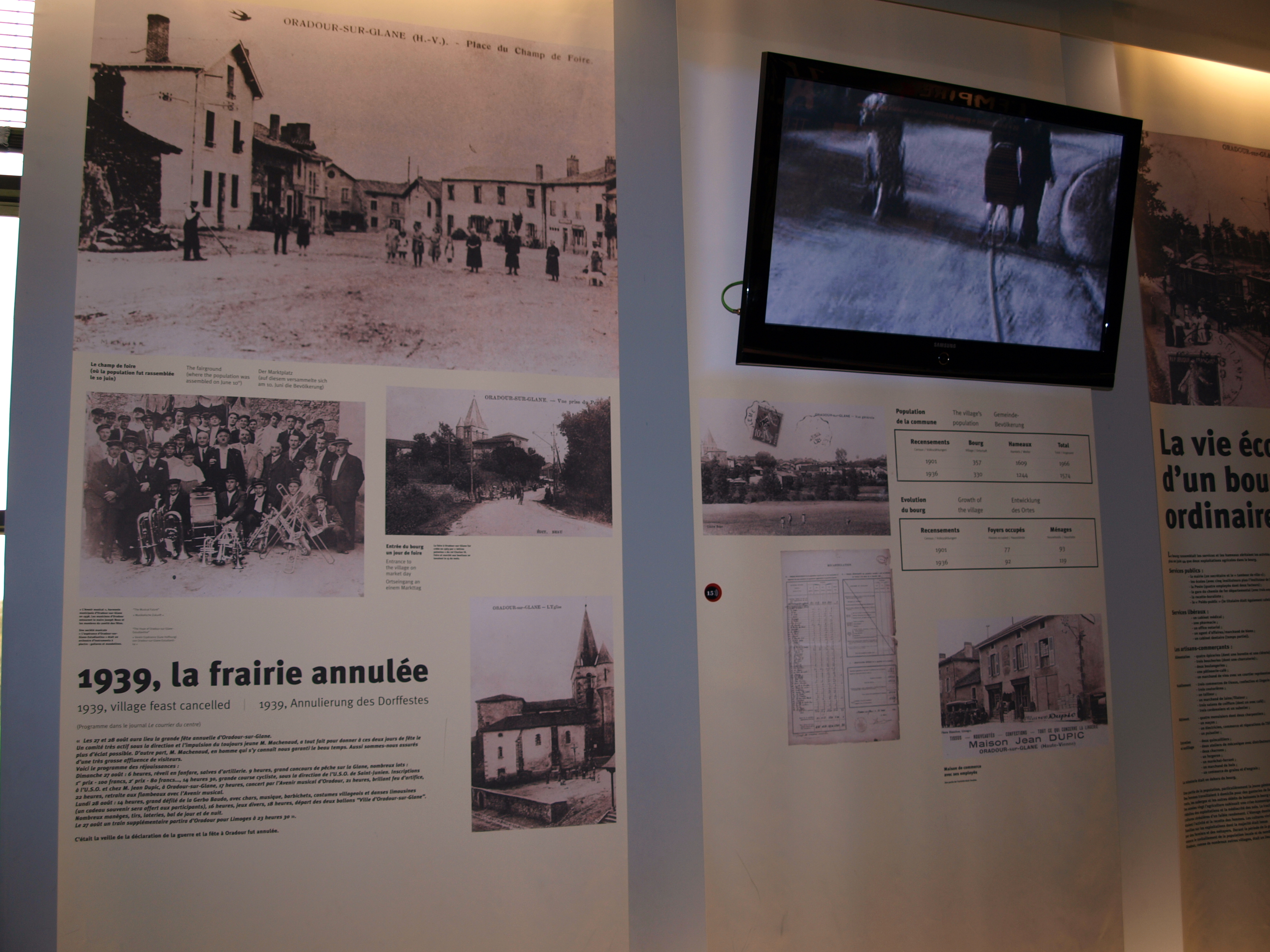
Le quotidien du bourg avant le massacre est évoqué dans le parcours d'exposition du Centre de la mémoire.

Le village martyr est ouvert aux visiteurs, et n'est accessible qu'aux horaires d'ouverture du Centre de la mémoire, du 15 janvier au 15 décembre, tous les jours de la semaine, à partir de 9h, et jusqu'à 16, 17 ou 18h selon la saison. Il est possible de visiter le village sans visiter le Centre.
Le parcours de visite est libre.
Selon certains, l'ouverture au public d'un tel lieu de souffrance fait d'Oradour-sur-Glane une destination de tourisme noir ou morbide,, quand d'autres y voient du tourisme de mémoire ou du tourisme de guerre. Richard Jezierski, directeur du Centre de la mémoire, réfute l'idée que venir à Oradour constituerait une pratique de « tourisme sombre ».

### Valorisation numérique
Entre 2019 et 2020, un projet collaboratif mené sur le site Geneanet, par 80 bénévoles et avec le soutien des Archives départementales de la Haute-Vienne, permet l'établissement d'un arbre de 30 000 personnes, centré sur les habitants d'Oradour en 1944, victimes ou survivants. Cette base de données librement accessible compile données biographiques, archives du recensement ou archives privées, photographies, données sur les lieux de vie et lieux de massacre,.